# Manumeta Rahun
Manumeta Rahun ist ein Stadtteil der osttimoresischen Landeshauptstadt Dili. Er liegt beiderseits des Flusses Maloa mit dem Osten im Norden des Sucos Vila Verde (Verwaltungsamt Vera Cruz, Gemeinde Dili) und dem Westen im Suco Bairro Pite (Verwaltungsamt Dom Aleixo). Westlich liegt der Stadtteil Ailoklaran, nördlich Tuanalaran und östlich Balide. Nach Süden dünnt sich die Besiedlung in das Hügelland aus.